# یانیق تپه
یانیق تپه مربوط به دوران پیش از تاریخ ایران باستان است و در شهرستان تبریز، روستای تازه کند واقع شده و این اثر در تاریخ ۱۰ مهر ۱۳۸۰ با شمارهٔ ثبت ۴۱۷۰ به‌عنوان یکی از آثار ملی ایران به ثبت رسیده است.